# باه نداو
باه نداو (انگلیسی: Bah Ndaw؛ زادهٔ ۲۳ اوت ۱۹۵۰) سیاستمدار و وزیر دفاع سابق اهل مالی است. بعد از کودتای ۲۰۲۰ مالی وی به عنوان رئیس‌جمهور خودخوانده کشور مالی بر این کشور آفریقایی به جای رئیس‌جمهور سابق که خود او هم جزو وزرای کابینه او (وزیر دفاع) بود حکومت کرد و پس از چند روز جای خود را به "آسیمی گویتا"ی جوان داد. او در کشورهای مختلف مثل فرانسه و اتحاد جماهیر شوروی سوسیالیستی تعلیمات نظامی و تحصیلی دیده است.